# Demon Copperhead
Demon Copperhead este un roman din 2022 al scriitoarei Barbara Kingsolver. Demon Copperhead este o poreclă a naratorului Damon. Romanul își împrumută structura narativă din romanul David Copperfield al lui Charles Dickens.
A fost numită una dintre cele mai bune 10 cărți ale anului 2022 de către The Washington Post și The New York Times. Romanul a câștigat Premiul Pulitzer pentru ficțiune în 2023.

## Rezumat
Demon se naște într-un orășel din Virginia, mama lui fiind dependentă de droguri și de alcool. Vecina lor, Dna. Pegott, asistă la naștere și când vede că băiatul s-a născut în sacul amniotic, declară că va fi norocos și nu va muri înecat. Tatăl lui Demon murise înainte de nașterea lui, iar Demon își va petrece cea mai mare parte din copilărie în grija familiei Peggot, din cauza dependenței mamei sale. Aceștia au un nepot, pe nume Maggot, de o vârstă cu Demon. Maggot locuiește cu bunicii lui, deoarece mama lui e la închisoare pentru tentativă de omor împotriva iubitului ei. Maggot și Demon sunt cei mai buni prieteni, iar Demon vrea să rămână pentru totdeauna acasă la familia Peggot. Mama lui, deși încearcă să nu se mai drogheze, nu reușește, iar lucrurile se înrăutățesc când începe să se întâlnească cu un bărbat dur, poreclit Stoner, ceea ce distruge definitiv puținul echilibru din viața lui Demon.
Când Demon are 10 ani, familia Peggot îl ia într-o excursie la Knoxville. Una dintre fiicele dnei. Peggot, Jane, este asistentă cu un venit stabil și un apartament drăguț. Ea are grijă de fiica fratelui ei mort, Emmy. La început, Demon nu prea se înțelege cu Emmy, însă ajung să se împrietenească, după ce el o ajută să-și învingă teama de rechini când se aflau în vizită la delfinariu. Această zi la delfinariu este decisivă pentru Demon, care nu văzuse niciodată oceanul și visa la călătorii pe mare.
Când se întoarce acasă, Demon află că mama lui s-a căsătorit cu Stoner. Fiind acum stâlpul casei, Stoner îi batjocorește pe Demon și pe mama lui. Îi interzice lui Demon să se mai întâlnească cu Maggot și devine abuziv atât emoțional, cât și fizic, iar Demon i se împotrivește. Mama lui, chinuită într-o căsnicie dezastruoasă, își găsește refugiul în droguri și alcool. Când o găsește leșinată, Demon cheamă ambulanța. La spital, intervine Departamentul de Servicii Sociale. Stoner acuzase familia Peggot că l-ar fi abuzat sexual pe Demon, așa că nu poate rămâne cu ei cât timp mama lui e internată la dezalcoolizare. Asistenta socială, Dra. Braks, îl trimite la ferma unui văduv, pe nume Crickson. Acesta găzduiește băieți orfani când are nevoie de niște bani în plus sau de ajutor la treburile casei. Acum Demon muncește la fermă, însă e bine hrănit și poate merge în continuare la aceeași școală. Crickson mai are în grijă alți trei copii: Swap-Out, un băiat cu sindromul alcoolismului fetal, Tommy, un băiat de treabă, dar pe care Crickson îl ceartă mereu că e prea gras, și Fast Forward, un elev de liceu, sportiv și fermecător, care ia bani de la băieți pentru a le face rost de droguri.
Când Demon împlinește 11 ani, mama lui moare de o supradoză de OxyContin. Familia Peggot, despre care s-a demonstrat că nu avea nicio vină, îl ia pe Demon în vacanță la Knoxville. Aici, băiatul este luat prin surprindere de bunătatea lui June și de compasiunea lui Emmy. Se îndrăgostește de Emmy și e foarte bucuros că Jane vrea să se mute înapoi în Lee County. June o adoptase oficial pe Emmy, iar Demon se gândește că și familia Peggot ar putea să îl adopte pe el. O roagă pe dna. Peggot, dar ea îi răspunde că e prea bătrână și bolnavă pentru a mai avea grijă de copii.
Demon este mutat într-o casă de plasament. Familia McCobb este formată din cei doi soți și cei patru copii ai lor, toți sub șapte ani. Sunt săraci, dar vor să pară bogați și înstăriți. Îi iau pe Demon pentru a primi bani de la sistemul de ajutor social. Ei îl obligă pe băiat să doarmă în spălătorie, la un loc cu câinele, și abia dacă îi dau să mănânce. Dl. McCobb vorbește cu Stoner să-i găsească o slujbă lui Demon, ca să contribuie și el la cheltuielile casei. Demon se angajează la un magazin, unde sortează deșeurile, fără să știe că acolo este un paravan pentru un laborator de droguri.
Soții McCobb nu au grijă de Demon, așa că băiatul devine plin de ură și resentimente. La școală copiii îl evită, pentru că este sărac și prost îmbrăcat. Demon suferă foarte mult. În final, familia McCobb este nevoită să se mute. Demon fuge de acasă, cu banii câștigați din sortarea gunoiului. Face autostopul până în Tennessee, sperând să o găsească pe mama tatălui său. La o benzinărie, i se fură banii, dar tot reușește să o găsească pe bunica lui, Betsy Woodall.
Betsy are grijă de fetițe fără casă, însă nu face parte din sistemul legal de plasament social, pe care ea îl consideră defect. Are grijă și de fratele ei, Dick, care deși pare slab și bolnav, este foarte inteligent. Betsy nu vrea să-l primească pe Demon, pentru că a jurat să nu mai aibă de-a face cu niciun băiat sau bărbat în afară de Dick. Totuși, nici să-l lase să se întoarcă în sistemul de plasament nu vrea, așa că îl caută pe soțul uneia dintre fostele fete crescute de ea. Femeia aceea murise de cancer, dar soțul ei are un loc de muncă stabil în Lee County, unde îl crește pe copilul lor. Acceptă să îl primească pe Demon, iar acesta se întoarce în Lee County, pentru a locui cu faimosul antrenor de fotbal al liceului, dl. Winfield.
Casa lui Winfield e enormă, iar Demon are propriul lui dormitor; singura lui datorie e să învețe bine la școală. Fiica lui Winfield, Angus, este în clasa a VIII-a și se îmbracă la fel ca un băiat, este inteligentă și foarte temperamentală. Demon începe să se descurce din ce în ce mai bine la școală, cu ajutorul consilierului său, Dl. Armstrong, care crede că băiatul ar putea face parte din programul pentru elevii talentați. Winfield crede că Demon ar putea deveni o vedetă în fotbal. Demon se teme în permanență că la un moment dat Winfield îl va goni, și, în ciuda noii stabilități descoperite, este deranjat de U-Haul, un tip care face tot felul de comisioane pentru Winfield. Băiatul se reîntâlnește cu familia Peggot, cu Maggot care începuse să se se machieze și să se îmbrace în stilul gotic, dar și cu Emmy și cu mătușa June, care se mutaseră în Lee County.
Demon este acum la liceu și se obișnuiește cu noua lui viață fericită și lipsită de griji. Ajunge vedetă în echipa de fotbal a liceului. Se împrietenește cu Fast Forward, care îl ia cu el la petreceri. O fată pe nume Rose îi spune lucruri îngrozitoare despre violențele lui Fast Froward.
Demon o cunoaște pe Dori, o tânără care are grijă de tatăl ei bolnav. Se îndrăgostește pe loc de ea, dar este accidentat la un meci de fotbal. I se prescriu mai multe medicamente care conțin OxyContin și devine dependent. După ce se întoarce pe teren, Dori îl droghează cu injecții cu Fentanyl și fac sex pentru prima dată, sub influența drogurilor.
După moartea tatălui ei, Demon se mută cu ea. Cei doi încep să se drogheze tot mai mult, cheltuind toții banii pe droguri. Demon vrea să se îndepărteze de Dori, dar nu își mai poate imagina viața fără ea. Se împrietenește cu Tommy, care îl ajută să publice anonim benzi desenate în ziarul local. În benzile lui, eroul Red Neck îi salvează pe locuitorii din Appalachia de problemele sociale cu care se confruntă. Lucrările lui au succes, iar Demon primește un contract oficial. Dori se afundă în dependența de droguri și îi mărturisește că este însărcinată.
Fast Forward și Emmy au avut o relație, dar s-au despărțit. El o implicase în afacerile lui cu droguri și o obligase să întrețină relații sexuale cu șefii lui din Atlanta. June și Demon se duc în Atlanta după Emmy, pe care o găsesc pe jumătate dezbrăcată, emaciată și leșinată, abandonată într-o casă pustie. Pe drumul de întoarcere, Demon și June discută serios despre ce are el de gând să facă în viață, iar ea îi mărturisește un secret: tatăl lui murise înecat într-un loc numit Devil’s Bathtub (Cada diavolului). Dori avortează copilul și la scurt timp moare de la o supradoză.
Într-o noapte ploioasă, Demon, Maggot și Hammer, fostul prieten al lui Emmy, drogați cu toții, îl găsesc pe Fast Forward la Devil’s Bathtub. Hammer avea arma cu el, ceea ce îl sperie pe Fast Forward, care sare în cascadă ca să scape, dar se lovește de o stâncă în cădere și moare. Hammer, încercând să-l ajute, intră în apă și se îneacă. Maggot este acuzat de complicitate în uciderea lui Hammer și este condamnat la doi ani într-un centru de detenție pentru minori, unde este obligat să intre într-un program de dezintoxicare. Demon acceptă oferta lui June de a-i găsi un loc într-un centru de dezintoxicare.
Demon petrece trei ani și jumătate în Knoxville, încercând să stea departe de droguri. Se întoarce în Lee County deoarece profesoara lui de artă din liceu, Dra. Annie, îl ajută să scrie un roman grafic. Când termină el romanul, Maggot și mama lui ies din închisoare, împreună și vindecați de dependență. Și Emmy a mers la dezintoxicare, iar acum își urmează visurile. Demon se reîntâlnește cu Angus și își dă seama că pe ea o iubește. Pornesc împreună într-o călătorie pe mare.

## Personaje
Numele dintre paranteze sunt personajele analoge din romanul David Copperfield al lui Charles Dickens.
- Damon Fields – cunoscut și sub numele de Demon Copperhead datorită părului ca sârma de cupru și unei anumite atitudini. (David Copperfield)
- „Mama” Fields – mama lui Demon. Tatăl lui a murit înainte de a se naște Demon. (Clara Copperfield)
- Murrell Stone – cunoscut și sub numele de Stoner, este crudul tată vitreg al lui Demon. (Edward Murdstone)
- Nance Peggot – vecina lui Demon și a mamei lui. Nance și domnul Peggot au avut grijă deseori de Demon și i-au oferit o oarecare stabilitate în primii ani de viață. (Clara Peggotty)
- Dl. Peggot – soțul lui Nance Peggot. (Daniel Peggotty)
- Hammerhead Kelly – verișoara lui Peggot (Ham „Șuncă” Peggotty)
- Matt Peggot – cunoscut și sub numele de Maggot. Nepotul lui Nance și al domnului Peggot, care locuiește cu ei deoarece mama lui este în închisoare.
- June Peggot – fiica lui Nance și a domnului Peggot, care și-a luat diploma de asistent medical și s-a mutat în Knoxville.
- Emmy – nepoata lui Peggot, care locuiește cu mătușa ei June în Knoxville. Demon și Emmy țin unul la altul încă din copilărie. (Emily sau Little Em'ly)
- Sterling Ford – cunoscut și ca Fast Forward. Coleg orfan al lui Demon la Ferma Creaky și mai târziu, devenit vedetă în echipa de fotbal Generalii a liceului Lee High. (James Steerforth)
- Tommy Waddell – cunoscut și sub numele de Waddles. Este un vechi prieten de-al lui Demon, orfan și el, pe care îl întâlnește la Ferma Creaky. Tommy face caricaturi și desenează schelete, folosindu-se de arta lui pentru a face față stresului; mai târziu, se angajează la un ziar local unde el și Demon realizează o rubrică de benzi desenate. (Tommy Traddles)
- Sophie – iubita lui Tommy, care locuiește în Pennsylvania, și mai târziu soția lui. (Sophy)
- Dl. Crickson – cunoscut și sub numele Creaky pentru băieții pe care îi are în plasament: Fast Forward, Waddles, Swap-Out și Demon. Conduce o fermă unde găzduiește băieți orfani, pentru munci manuale, cum ar fi prepararea tutunului, repararea hambarului și îngrijirea vitelor. Îi tratează destul de bine pe băieți, astfel încât autoritățile locale îi permit să continue asistența maternală. (Domnul Creakle)
- Domnul și doamna McCobb – asistenții maternali ai lui Demon după ce a plecat de la Ferma Creaky. Demon dormea în spălătorie cu câinele și trebuia să-și plătească cheltuielie de cazare ajutându-l pe domnul McCobb să facă plicuri. Până la urmă, domnul McCobb i-a găsit o slujbă la Golly's Market, unde sorta gunoiul. Soții McCobb nu aveau niciodată bani și l-au luat pe Demon doar pentru banii primiți de la Direcția de Asistență Maternală. (Wilkins Micawber și Emma Micawber)
- Betsy Woodall – bunica paternă, care sosește în ziua nașterii lui Demon și vrea să-l ia cu ea. După ce scapă din sistemul adoptiv, Demon o caută. Ea găsește o casă pentru Demon, împreună cu antrenorul Winfield și fiica acestuia, Agnes. (Betsey Trotwood)
- Fratele Dick – fratele cu handicap fizic al lui Betsy. El scrie citate din opera lui Shakespeare pe un zmeu imens. Într-un final, Demon îl scoate în scaunul cu rotile pentru a face zmeul să zboare. (Domnul Dick)
- Antrenorul Winfield – Demon a locuit cu el în timpul liceului, unde Winfield fusese celebrul antrenor de fotbal al echipei Generalilor. (Domnul Wickfield)
- Angus – fiica antrenorului Winfield; ea și Demon au o relație pe care Demon o recunoaște în cele din urmă ca fiind ceva ce ar putea dura. Romanul se termină cu Angus și Demon plecând împreună într-o excursie pe ocean, spre o destinație pe care Demon și-a dorit să o vadă încă din copilărie. (Agnes Wickfield)
- Ryan Pyles – cunoscut și sub numele de U-Haul. Se ocupă de echipamentul echipei de fotbal. Se preface a fi umil și smerit. (Uriah Heep)
- Domnul Armstrong – profesor de gimnaziu și consilier școlar, care află despre povestea lui Demon și îl ajută cu școala. (Dr. Marcus Strong)
- Doamna Annie – profesoară de artă „Hippie” la liceul lui Demon, care îi observă abilitățile artistice și îl încurajează în pasiunea sa pentru benzi desenate. Soția domnului Armstrong. (Annie)
- Vester Spencer – proprietarul magazinului unde lucrează Demon. Suferă un atac de cord și moare, lăsând-o pe Dori singură. (Francis Spenlow)
- Dori – fiica lui Vester Spencer, de care Demon se îndrăgostește. Atât ea, cât și Demon sunt dependenți de OxyContin și de alte medicamente eliberate pe bază de rețetă. Dori moare în urma unei supradoze. (Dora Spenlow)
- Jip – câinele lui Dori, care joacă un rol important în viața și în relațiile ei. (Jip)
- Rose Dartell – prietenul lui Fast Forward, care este gelos pe Demon din cauza relației acestuia cu Fast Forward. (Domnișoara Rosa Dartle)
- Mouse – un prieten mărunțel, foarte repezit și vorbăreț, al lui Fast Forward. (Domnișoara Mowcher)

## Context socio-cultural
Unul dintre aspectele tratate în Demon Copperhead este impactul epidemiei de opioide în America. Deși Lee County se află în Virginia, din punct de vedere demografic și cultural se aseamnă mai mult cu statul vecin West Virginia, cunoscut și ca epicentrul epidemiei de opioide.
În 1996, compania farmaceutică Purdue Pharma a creat un nou medicament foarte puternic, despre care s-a afirmat că poate vindeca orice durere cronică sau acută, fără a da dependență. Era vorba despre OxyContin, un medicament care calmează durerea mai repede și mai eficient decât morfina. Compania Purdue a început distribuirea acestui medicament într-un studiu de cercetare pentru a determina în ce zone din America s-ar vinde cel mai bine. Prima locație vizată a fost Appalachia, o zonă muntoasă, unde oamenii sufereau deseori accidente de muncă în minerit, iar doctorii de aici deja eliberau multe rețete cu medicamente pentru dureri și antidepresive.
În urma campaniei intense de promovare a acestui nou medicament, oamenii abia târziu au realizat efectele secundare nocive cauzate de OxyContin. Conform sondajelor, rata dependenților de droguri înregistra un nivel fără precedent. Când OxyContin nu s-a mai eliberat, mulți pacienți au recurs la heroină. Atunci a fost evident că Purdue Pharm a mințit despre compoziția non-adictivă a OxyContin. De fapt, OxyContin este un drog extrem de puternic, care creează o dependență severă și necesită doze din ce în ce mai mari.
În 2020 Ministerul Justiției din SUA a anunțat o rezoluție globală în cazul investigațiilor penale și civile asupra Purdue Pharma, producător de opioide. Purdue a fost nevoită să recunoască faptul că, în perioada mai 2007 - martie 2017, a conspirat în acțiunea de fraudare a SUA, ascunzând fabricarea de opioide, pe care a continuat să le vândă unui număr de peste 100 de farmacii, suspecte de trafic cu opioide, unul dintre aceste medicamente fiind OxyContin, eliberat fără un motiv medical legal și, deci, încălcând legile privind eliberarea rețetelor medicale. O altă acuzație a fost că Purdue Pharma a plătit medici pentru a continua să elibereze astfel de rețete. În perioada aprilie 2016 - decembrie 2016, Purdue a plătit Practic Infusion Inc., o companie electronică de recenzii medicale, pentru a recomanda folosirea opioidelor produse de Purdue: OxyContin, Butrans și Hysingla. Familia Sackler, proprietarii Purdue Pharma au declarat că regretă implicarea lor în epidemia de opioide, dar nu și-au recunoscut vina. În 2022 s-a ajuns la o înțelegere cu procurorii din nouă state americane, care au acceptat să renunțe la acuzații în schimbul unei înțelegeri în valoare de 6 miliarde de dolari, care să garnateze imunitatea membrilor familie Sackler. Această sumă va fi folosită pentru a combate criza epidemică de opioide și a dezvolta centrele de dezintoxicare din SUA. O înțelegerea anterioară pentru suma de 4.5 miliarde de dolari a fost respinsă de un judecător federal din Manhattan, în urma apelului făcut de mai multe state și de Ministerul Justiției. Statele care au cerut mai mulți bani familiei Sackler (California, Connecticut, Delaware, Maryland, New Hampshire, Oregon, Vermont și Washington) au înregistrat cele mai înalte rate din țară pentru decese cauzate de supradoză.

## Receptare critică
Potrivit site-ului web Books Marks, Demon Copperhead a primit în general recenzii pozitive din partea criticilor. Ron Charles de la Washington Post îl apreciază ca fiind „romanul său preferat din 2022”, deoarece este „în părți egale hilar și sfâșietor, aceasta este povestea unui băiat pe care nimeni nu-l poate controla și pe care nimeni nu-l dorește, dar pe care cititorii îl vor iubi”. Elizabeth Lowry de la The Guardian susține că „în timp ce sarcina de a moderniza romanul [lui Dickens] este complicată de faptul că obiceiurile s-au schimbat atât de radical de la mijlocul secolului al XIX-lea (...) critica feroce la adresa sărăciei instituționale și a efectelor ei dăunătoare asupra copiilor este la fel de pertinentă ca întotdeauna”. Cu toate acestea, Lorraine Berry de la The Boston Globe critică romanul ca fiind încadrat în categoria sărăcie pornografică, argumentând că „În încercarea de a crește gradul de conștientizare a foametei și sărăciei copiilor din Statele Unite, Kingsolver transformă viața personajelor ei în povești despre mizerie și inevitabilitatea eșecului. Personajele ei se zbat în lumi întunecate, cu puțină lumină, condamnate să repete la nesfârșit greșelile îngrozitoare ale generațiilor anterioare. Ea îi transformă pe oamenii din Appalachia în obiecte demne de milă, dar, făcând acest lucru, recunoaște și că abuzul de droguri, respingerea educației și încăpățânarea de a nu se abate de la drumul lor sunt alegeri morale.”